# La Spezia
La Spezia (italienskt uttal: [la ˈspɛttsja] lyssna (fil), tidigare: Spezia) är en stad och kommun i regionen Ligurien i norra Italien. Staden är huvudort i provinsen med samma namn. Det är en hamnstad och örlogsbas på den italienska rivieran, cirka 80 kilometer sydost om Genua. La Spezia är ett biskopssäte.
Kommunen hade 93 229 invånare (2018) och gränsar till kommunerna Arcola, Follo, Lerici, Porto Venere, Riccò del Golfo di Spezia, Riomaggiore och Vezzano Ligure.
I staden finns ett oljeraffinaderi och även betydande metall-, vapen- och varvsindustri. La Spezia bombades svårt av de allierade år 1944, under andra världskriget.
Staden har betytt mycket för journalisten, elitcyklisten och sportkommentatorn   Roberto Vacchi på Eurosport. 